# 角山 (江別市)
角山（かくやま）は北海道江別市にある地名。同市域の北西端近く、石狩川と豊平川の合流点に位置する。
石狩川対岸の篠津とは、新石狩大橋で結ばれている。また、札幌市とは豊平川が境界となっているが、南西部で同市東区東雁来と直に接している。

## 歴史
元来は対雁地区の一部であったが、1935年（昭和10年）2月20日の江別町内の字名改正により、当時の豊平川の河道以西が角山として分離された。この地名は、三角点の設置された丘があったことに由来する。
1941年（昭和16年）、豊平川の新河道が開削される。ところがこの河道は、西隣の篠路村福移との境界線と交差していたため、「東岸の篠路村民」と「西岸の江別町民」は互いに生活圏と行政区域が一致せず、著しい不便を強いられるようになった。
1945年（昭和20年）7月20日、東京都世田谷区より32戸の人々が着の身着のままで江別町に疎開してくる。彼らは野幌駅前の天徳寺に設けられた休息所で地元婦人会などの接待を受けた後、機農部落12戸の農家に分宿した。それから程なくして太平洋戦争が終結し、9月には角山原野の土地を疎開者1戸当たり7町5反歩割り当てられることになったが、実際に土地を取得した者は24戸だった。
彼ら「世田谷部落」の成立が江別町における戦後開拓の始まりであるが、疎開者たちは誰ひとり農業経験がなく、さらに与えられた土地が長年放置されてきた泥炭地ということもあって、生活は困難を極めた。翌1946年（昭和21年）の春に入植を実施した者は18戸、その後1年間に1戸が脱落して、残った者は17戸に過ぎなかった。
前述の境界問題に関する協議は、江別町の市制移行や篠路村の札幌市への合併を経てもなお続けられていたが、1955年（昭和30年）4月1日をもって豊平川新水路に沿う形で境界線が引き直された。これにより「東岸の札幌市篠路町福移」は江別市へ、「西岸の江別市角山」は札幌市へ、それぞれ編入されたのである。

## ギャラリー

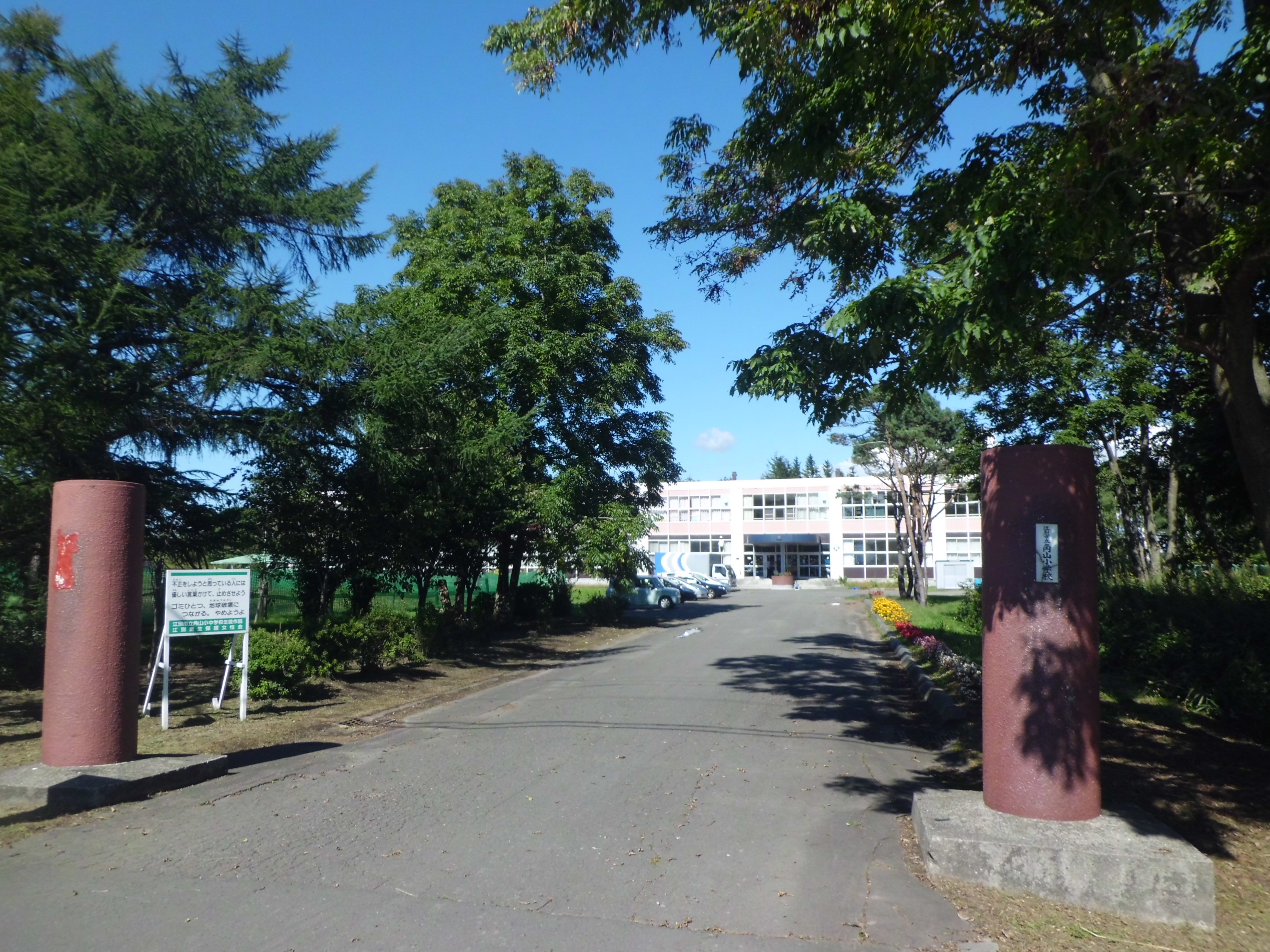
江別市郷土資料館 文化財整理室（旧・角山小学校）
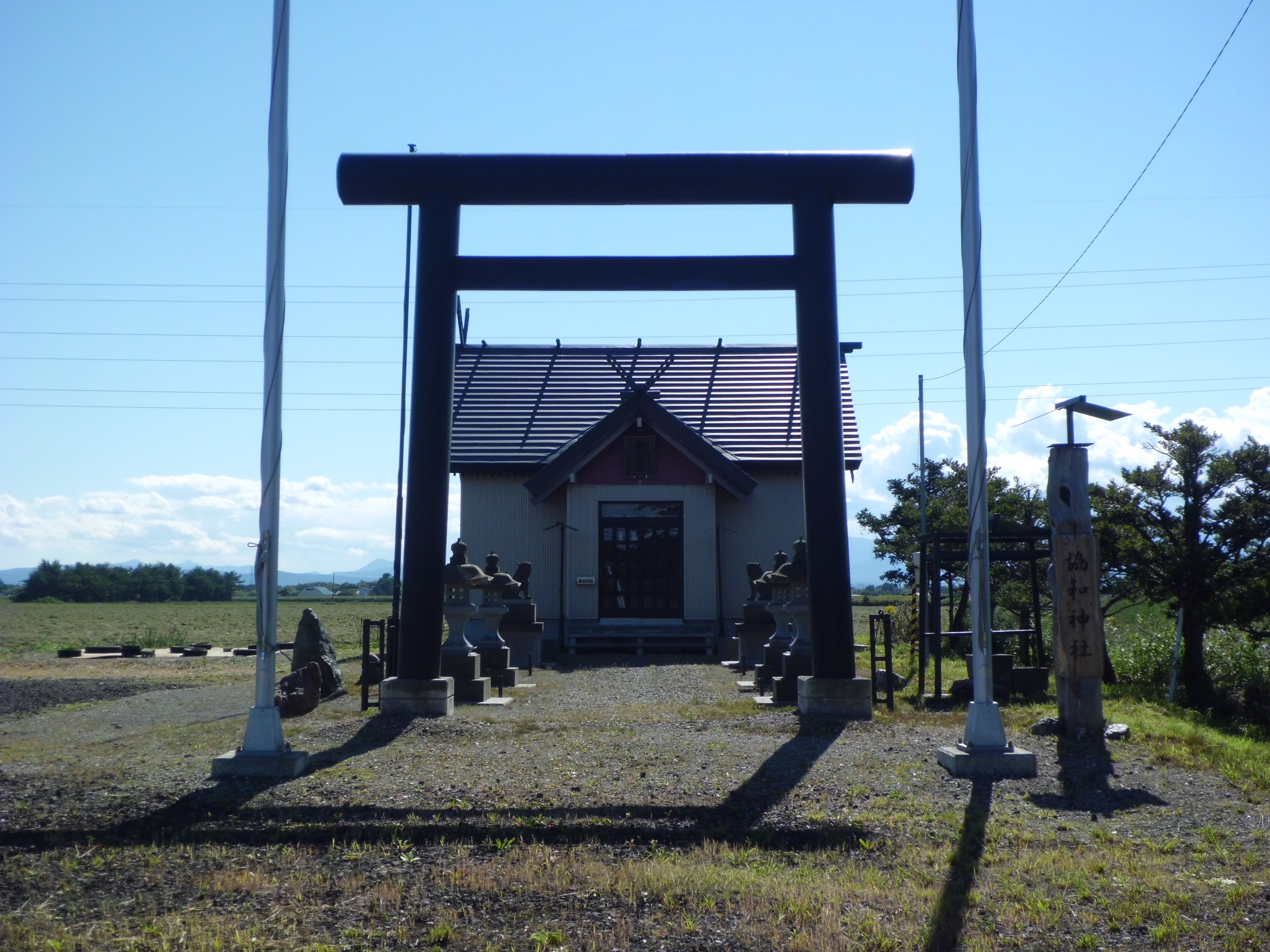
協和神社
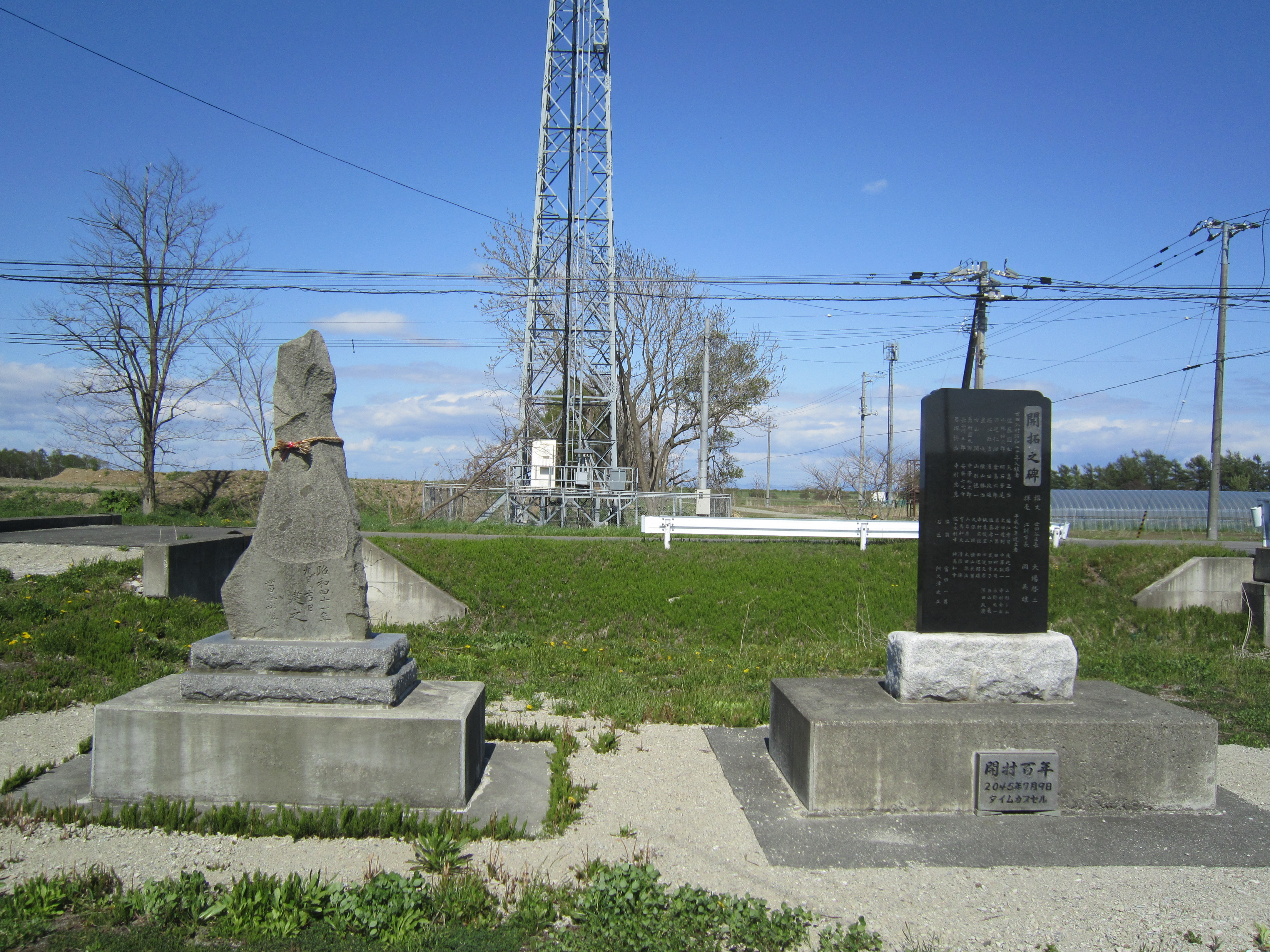
世田谷「開拓之碑」